# Saison 2019-2020 du Racing 92
La saison 2019-2020 du Racing 92 est la 11e saison consécutive du club en Top 14 et la 10e saison consécutive en coupe d'Europe.
Cette saison est marquée par la coupe du monde de rugby qui prive le club de dix joueurs pour le début de saison, dont cinq sélectionnés pour le XV de France. L'effectif est désormais dirigé uniquement par Laurent Travers à la suite du départ de Laurent Labit pour l'encadrement du XV de France.

## Pré-saison

### Objectifs
Après une saison reconnue comme décevante et frustrante par Henry Chavancy, c'est un nouveau cycle qui débute pour le club.
Laurent Travers, nouveau directeur général du rugby du club, indique que le club ambitionne de pouvoir gagner un titre cette saison. Cette ambition passant d'abord par la qualification pour les phases finales du Top 14 ou de la Coupe d'Europe.
Le club a procédé à des réajustements en modifiant l'encadrement technique et les méthodes de préparation. Les méthodes sont revues sur et en dehors des terrains avec des règles de vie rajoutant de la discipline.

### Transferts
Les transferts du Racing 92 pour la saison 2019-2020 sont marqués par les départs à la retraite de Joe Rokocoko, Pat Lambie (pour raison médicale) et du capitaine Dimitri Szarzewski.
Plusieurs arrivées sont officialisées par le club dont l'international Français François Trinh-Duc ainsi que deux joueurs en tant que "joker coupe du monde", avec Yoan Tanga Mangene et l'écossais Sam Hidalgo-Clyne.
Alors que le recrutement du club pour la saison est terminé, François Trinh-Duc sort sur blessure lors du premier match de préparation face au CA Brive. Une fracture de l'avant bras droit met un terme à son début de saison sans avoir disputé de match officiel avec son nouveau club. Le Racing 92 procède à un dernier recrutement avec l'argentin Joaquín Díaz Bonilla, en tant que "joker médical".
Avec la fin de la coupe du monde, les deux jokers pour cette compétition connaissent un parcours différents. Si Sam Hidalgo-Clyne quitte le club, Yoan Tanga Mangene intègre définitivement l'effectif du racing 92.

### Préparation
La préparation du club pour cette saison débute le 8 juillet au centre d'entrainement du Racing 92 dans la ville du Plessis-Robinson. Cette préparation est la première où Laurent Travers occupe seul le poste de manager de son équipe, ce depuis 2005 et le début de sa collaboration avec Laurent Labit.
Les joueurs rejoignent le sud de la France pour disputer deux rencontres amicales les deux vendredis précédents la reprise du Top 14. La préparation se poursuit à Saint-Lary-Soulan. Le Racing 92 remporte les deux rencontres contre le CA Brive (7-10) à Biars-sur-Cère, puis contre la Section paloise (26-36) à Tarbes.
Si Laurent Travers reconnait de nombreuses approximations dans le match de ses joueurs, la mauvaise nouvelle vient de la blessure de son ouvreur François Trinh-Duc, arrivée au club cette saison pour apporter son expérience et pallier les absences lors de la coupe du monde de rugby, qui sortira sur blessure dès son premier match. Le diagnostic indiquera une fracture de l'avant-bras droit entrant une opération et une indisponibilité pendant le début de saison.
Sous l'invitation de leur ailier irlandais, Simon Zebo, le joueur receveur de NFL Antonio Brown commence sa préparation personnelle au centre d'entrainement du club, on pourra le voir réaliser des réceptions avec un ballon de rugby.

## Récit de la saison

### Défaite inaugurale
Le premier match de la saison oppose le Racing 92, à domicile, au promu Aviron bayonnais. Le club diffuse le 30 juillet une affiche promotionnelle pour le match qui est mal reçu par les supporters basques, reprochant la méconnaissance de l'univers des fêtes bayonnaises. Le match se conclut par une défaite inaugurale surprise (17-24), malgré avoir mené de 10 points à la mi-temps. Aucun point n'est inscrit de leur part en seconde mi-temps.
Les joueurs du Racing 92 remportent face au Castres olympique leur premier match de la saison (23-14), une nouvelle fois à domicile à la Paris La Défense Arena.
La 3e journée propose une première confrontation à l'extérieur face au champion en titre du Stade Toulousain au Stade Ernest-Wallon. Le Stade Toulousain se présente avec deux défaites lors des deux premiers matchs de sa saison. Les joueurs toulousains remportent cette rencontre (20-17), mais laisse échapper le bonus défensif, premier bonus gagné par le Racing 92 cette saison. Le Racing 92 subit un manque de discipline en première mi-temps. Durant 20 minutes, l'équipe joue à 14 à la suite des cartons jaunes reçus par Juan Imhoff puis Teddy Thomas, pour autant d'essais encaissés. Les deux jours se rattrapent à leur retour sur le terrain, inscrivant chacun un essai. L'essai de Teddy Thomas permet à son équipe d'accrocher le bonus défensif. Le match se conclut dans la confusion. Au dernier instant du match, les toulousains indiquent tenter une ultime pénalité. Le ballon est finalement dégagé en touche afin d'éviter une éventuelle dernière relance du Racing 92 en cas d'échec. L'arbitre siffle la fin de la rencontre sous l'incompréhension de Laurent Travers et de son staff technique. Franck Maciello, à la tête de la Direction Nationale de l’Arbitrage (DNA) indiquera plus tard que la pénalité aurait dû être jouée. Celle-ci n'ayant pas été jouée, une mêlée à l'emplacement de la pénalité devait être accordé au Racing 92.
Lors de la 4e journée, le Racing 92 se déplace sur le terrain du RC Toulon pour une 3e défaite en Top 14 (32-29). Le Racing aura été mené 39-10, concédant de nombreuses pénalités, avant de terminer le match sur avant de revenir au score grâce à trois essais. Laurent Travers reconnaîtra que son équipe « a été absents dans le combat, dans l'intensité, dans tous les domaines » et n'a joué que les trente dernière minutes.
Le Racing 92 retrouve la pelouse synthétique de la Paris La Défense Arena pour la réception du leader du Top 14, le Lyon OU. Le match tourne rapidement en faveur des visiteurs après des essais de Noa Nakaitaci (8e) puis Hamza Kaabeche (19e). Le Racing 92 concède finalement quatre essais contre deux inscrits, pour une 4e défaite en Top 14 (20-31). Juan Imhoff inscrit son 4e essai personnel. Cette défaite place le club en position de barragiste pour la descente en Pro D2.
C'est avec un début de saison négatif que le Racing 92 d'une victoire pour quatre défaites que le Racing 92 se déplace à Pau sur le terrain de la Section paloise, 3e du Top 14. Après une 1re mi-temps terne, le match se débride à partir de la 60e minute. Le Racing 92 étouffe son adversaire avec un 1er essai de Juan Imhoff sur interception, avant de réaliser un doublé à la 70e minute. Un dernier essai de Sam Hidalgo-Clyne en toute fin de match permet au Racing 92 de gagner son 1er bonus offensif de la saison.
Lors de la 7e journée, la réception d'Agen doit permettre de confirmer l'embellie montrée le week-end précédent. Le Racing prendra rapidement les commandes suites à des pénalités de Teddy Iribaren et un essai de Louis Dupichot pour mener 16-10 à la mi-temps. Mais à la suite de fautes de mains et relâchement défensif en seconde mi-temps, les agenais reviendront au score et passeront en tête à la 70e minute. Une pénalité de Teddy Iribaren permet l'égalisation avant que l'écossais Sam Hidalgo-Clyne ne rate la pénalité de la victoire à la 80+2e minute. Au terme de cette rencontre, l’entraîneur, Laurent Travers, reconnait que son équipe ne méritait pas la victoire. Sa définition de son équipe actuellement est : "On est trop en dents de scie, plus dans la réaction que dans l'action. Et dans l'action, on manque d'efficacité, de précision".
Dernière journée avant un break pour la fin de la coupe du monde, la 8e voit le Racing 92 se déplacer à La Rochelle. La rencontre est fermée et la météo pluvieuse génère de nombreuses fautes de mains. Menant à la pause, le Racing 92 perd le match 12 - 6 payant une forte indiscipline (12 pénalités concédées). À la suite de la sortie sur protocole commotion de Teddy Iribaren, la charnière de l'équipe est recomposé avec l'entrée de Joaquin Dìaz Bonilla. Au club depuis un mois et demi pour pallier la blessure de François Trinh-Duc, l'argentin n'arrive pas à organiser le jeu de l'équipe. Ce match est aussi le 1er de la saison sans essai marqué. Au terme de cette 1re face du championnat, le Racing 92 se classe 13e et avant dernier, devant le Stade français, prochain adversaire après trois semaines de repos.
Pour cette 9e journée, le Racing 92 retrouve ses internationaux pour le derby francilien : Camille Chat, Wenceslas Lauret, Maxime Machenaud, Finn Russell et Virimi Vakatawa sont titularisés. Le Stade français profite lui aussi du retour de joueur important pour cette rencontre, mais cela ne change pas la dynamique du club parisien. Le Racing 92 s'impose grâce à trois essais de Teddy Thomas, dont le dernier en toute fin de match, apportant le point du bonus offensif. Ce retour des mondialistes a apporté plus d'efficacité au jeu du Racing 92, bien que bénéficiant du manque de justesse et du manque de révolte des parisiens.
Ce regain de forme apporté par les internationaux se confirmera lors de deux premiers matchs de poule en Coupe d'Europe face au Saracens et au Munster. Engrangeant une victoire et un nul, le Racing est leader.
Lors de la 10e journée, le club reçoit l'Union Bordeaux Bègles. Retrouvant une forte indiscipline en mêlée, le Racing 92 subit sa 3e défaite sur cinq matchs à domicile en Top 14 et pointe désormais à la 11e place du classement. Laurent Travers estime alors qu'atteindre les deux premières places est désormais impossible, le club doit se concentrer sur les quatre places de barragistes.

### La Coupe d'Europe relance l'équipe
Après un début de saison mitigé mais agrémenté de deux résultats favorables en coupe d'Europe, les joueurs du Racing 92 retrouvent cette compétition avec une double confrontation face au club gallois des Ospreys. Ces deux matchs se concluront par autant de victoire et 12 essais inscrits pour 8 encaissés. Avec trois victoires et un nul en quatre matchs, le Racing 92 est leader de son groupe.
Le club enchaîne alors une série de trois victoires en Top 14, successivement face au Montpellier HR, le CA Brive et enfin l'ASM Clermont. Elle permet à l'équipe de remonter au classement du championnat, passant de la 11e à la 5e place, synonyme de barrage en fin de saison.
Lors de la 5e journée de coupe d'Europe, le Racing 92 assure sa qualification pour les quarts de finale de la compétition grâce à sa victoire à domicile contre le Munster (39-22).
Après six victoires consécutives, la série du club s'arrête lors de son déplacement à Londres pour affronter les Saracens durant la dernière journée de la phase de poule. Dans un climat particulier pour le club anglais dont l'annonce de la relégation en fin de saison a été validé, il ne reste plus que la compétition européenne pour sauver la saison. Bien que réduit à 14 pendant toute la seconde mi-temps à la suite de l'expulsion de Will Skelton, les joueurs anglais réussiront à remporter une victoire les qualifiant pour la suite de la compétition. La Racing 92 termine cependant 1re du groupe, mais perd l'avantage de disputer son 1/4 de finale à domicile. Le club devra se déplacer pour affronter l'ASM Clermont.
C'est par un déplacement à Castres que le Racing 92 entamera son retour au Top 14 lors de la 14e journée, marqué par l'absence des joueurs internationaux retenus pour participer au Tournoi des 6 Nations. Le Racing remporte un succès important à l’extérieur (0 - 27) permettant au club de remonter à la 4e place du classement. À l'exception de la mélêe, le Racing 92 a été dominateur en prenant le large dès la 1re mi-temps (0-22).
C'est en plein milieu du tournoi des six nations que le Racing 92 reçoit le Stade toulousain pour le compte de la 15e journée de Top 14, avec des effectifs pénalisés par l'absence des joueurs internationaux.
La saison est marquée par une suspension du championnat à partir du 13 mars après le début de la propagation de la pandémie de Covid-19 en France. Le 30 avril, la LNR propose l'arrêt définitif du championnat, après une réunion extraordinaire organisée la veille avec tous les membres du bureau exécutif et les présidents de clubs. Par conséquent, le titre national n'est pas attribué et aucune promotion, ni relégation n'est promulguée, à l'issue de cette édition ; la décision est définitivement approuvée par le comité directeur de la LNR le 2 juin.

### Calendrier et résultats
| Date                        | Catégorie             | Adversaire            | Lieu   | Score            | Essais du Racing 92                                                                                             | Class. | Public |
| --------------------------- | --------------------- | --------------------- | ------ | ---------------- | --- | ------ | ------ |
| Vendredi 9 août 2019        | Amical                | CA Brive              | Neutre | 10 - 7           | Joseph (9e), Laborde (64e)                                                                                      |        |        |
| Vendredi 16 août 2019       | Amical                | Section paloise       | Neutre | 36 - 26          | Hidalgo-Clyne (16e), Dupichot (28e, 48e), Imhoff (37e), Classen (53e), Lafond (80e)                             |        |        |
| Samedi 24 août 2019         | 1re journée de Top 14 | Aviron bayonnais      | Dom.   | 17 - 24          | Tanga Mangene (21e), Imhoff (31e)                                                                               | 10e    |        |
| Dimanche 1er septembre 2019 | 2e journée de Top 14  | Castres olympique     | Dom.   | 23 - 14          | Sanconnie (8e), Gibert (11e)                                                                                    | 7e     |        |
| Dimanche 8 septembre 2019   | 3e journée de Top 14  | Stade toulousain      | Ext.   | 20 - 17          | Imhoff (31e), Thomas (64e)                                                                                      | 6e     |        |
| Dimanche 15 septembre 2019  | 4e journée de Top 14  | RC Toulon             | Ext.   | 32 - 29          | Imhoff (14e), Dupichot (53e), Tanga Mangene (70e, 75e)                                                          | 10e    |        |
| Samedi 28 septembre 2019    | 5e journée de Top 14  | Lyon OU               | Dom.   | 20 - 31          | Imhoff (35e), Dulin (63e)                                                                                       | 13e    |        |
| Dimanche 6 octobre 2019     | 6e journée de Top 14  | Section paloise       | Ext.   | 3 - 31           | Imhoff (59e, 70e), Hidalgo-Clyne (80+1re)                                                                       | 10e    |        |
| Samedi 12 octobre 2019      | 7e journée de Top 14  | SU Agen               | Dom.   | 27 - 27          | Dupichot (23e), Le Guen (43e)                                                                                   | 9e     |        |
| Samedi 19 octobre 2019      | 8e journée de Top 14  | Stade rochelais       | Ext.   | 12 - 6           | | 13e    |        |
| Dimanche 11 novembre 2019   | 9e journée de Top 14  | Stade français        | Ext.   | 9 - 25           | Thomas (11e, 37e, 79e)                                                                                          | 10e    |        |
| Dimanche 17 novembre 2019   | 1re journée d'ERCC1   | Saracens              | Dom.   | 30 - 10          | Vakatawa (9e), Thomas (25e), Russell (53e), Lauret (50e)                                                        | 1re    | 20 275 |
| Samedi 23 novembre 2019     | 2e journée d'ERCC1    | Munster               | Ext.   | 21 - 21          | Russell (18e), Thomas (28e), Imhoff (47e)                                                                       | 1re    | 25 600 |
| Samedi 30 novembre 2019     | 10e journée de Top 14 | Union Bordeaux Bègles | Dom.   | 30 - 34          | Vakatawa (18e, 32e), Gomez Sa (42e), Baubigny (48e)                                                             | 11e    |        |
| Samedi 7 décembre 2019      | 3e journée d'ERCC1    | Ospreys               | Ext.   | 19 - 40          | Baubigny (19e), Thomas (23e, 30e), de pénalité (28e), Tanga Mangene (45e), Chavancy (65e)                       | 1re    | 5 487  |
| Vendredi 13 décembre 2019   | 4e journée d'ERCC1    | Ospreys               | Dom.   | 40 - 27          | Dupichot (10e), Imhoff (13e, 24e), Zebo (38e), Colombe (48e), Tanga Mangene (53e)                               | 1re    | 10 113 |
| Samedi 21 décembre 2019     | 11e journée de Top 14 | Montpellier HR        | Dom.   | 29 - 25          | Dupichot (11e), Vakatawa (40e)                                                                                  | 10e    |        |
| Samedi 28 décembre 2019     | 12e journée de Top 14 | CA Brive              | Ext.   | 20 - 44          | Russell (9e), Dupichot (13e), Tameifuna (33e), Chat (40+1re), Thomas (60e), Dulin (72e)                         | 7e     |        |
| Samedi 4 janvier 2020       | 13e journée de Top 14 | ASM Clermont          | Dom.   | 27 - 19          | Tameifuna (7e), Thomas (28e), Iribaren (48e)                                                                    | 5e     |        |
| Dimanche 12 janvier 2019    | 5e journée d'ERCC1    | Munster               | Dom.   | 39 - 22          | Thomas (28e, 71e), Vakatawa (76e), Imhoff (80e)                                                                 | 1re    | 18 000 |
| Dimanche 19 janvier 2019    | 6e journée d'ERCC1    | Saracens              | Ext.   | 27 - 24          | Vakatawa (13e, 30e), Dupichot (26e)                                                                             | 1re    | 8 500  |
| Samedi 25 janvier 2020      | 14e journée de Top 14 | Castres olympique     | Ext.   | 0 - 27           | Dulin (8e, 33e), Chavancy (21e), Baubigny (67e)                                                                 | 4e     |        |
| Dimanche 16 février 2020    | 15e journée de Top 14 | Stade toulousain      | Dom.   | 30 - 27          | Sanconnie (25e), Laborde (40+1re), Klemenczak (80+1re)                                                          | 3e     |        |
| Dimanche 23 février 2020    | 16e journée de Top 14 | Lyon OU               | Ext.   | 29 - 20          | Tanga Mangene (20e), Trinh-Duc (69e)                                                                            | 5e     |        |
| Samedi 29 février 2020      | 17e journée de Top 14 | Stade rochelais       | Dom.   | 49 - 0           | Baubigny (7e), Russell (16e), Laborde (40e), Klemenczak (44e), Sanconnie (59e), Machenaud (71e), Kolingar (78e) | 3e     |        |
| Samedi 22 mars 2020         | 18e journée de Top 14 | Montpellier HR        | Ext.   | N'a pas été joué | |        |        |
| Samedi 28 mars 2020         | 19e journée de Top 14 | Aviron bayonnais      | Ext.   | N'a pas été joué | |        |        |
| Samedi 4 avril 2020         | 1/4 de finale d'ERCC1 | ASM Clermont          | Ext.   | N'a pas été joué | |        |        |
| 11/12 avril 2020            | 20e journée de Top 14 | Stade français Paris  | Dom.   | N'a pas été joué | |        |        |
| 18/19 avril 2020            | 21e journée de Top 14 | Union Bordeaux Bègles | Ext.   | N'a pas été joué | |        |        |
| 25/26 avril 2020            | 22e journée de Top 14 | CA Brive              | Dom.   | N'a pas été joué | |        |        |
| 9/10 mai 2020               | 23e journée de Top 14 | ASM Clermont          | Ext.   | N'a pas été joué | |        |        |
| 16/17 mai 2020              | 24e journée de Top 14 | Section paloise       | Dom.   | N'a pas été joué | |        |        |
| 30/31 mai 2020              | 25e journée de Top 14 | SU Agen               | Ext.   | N'a pas été joué | |        |        |
| 6/7 juin 2020               | 26e journée de Top 14 | RC Toulon             | Dom.   | N'a pas été joué | |        |        |

### Top 14

#### Classement de la phase régulière
| Rang | Club                  | J  | V  | N | D  | Bo | Bd | Pm  | Pe  | Diff | Pts |
| ---- | --------------------- | -- | -- | - | -- | -- | -- | --- | --- | ---- | --- |
| 1    | Union Bordeaux Bègles | 17 | 13 | 1 | 3  | 6  | 1  | 475 | 317 | +158 | 61  |
| 2    | Lyon OU               | 17 | 12 | 0 | 5  | 5  | 0  | 463 | 304 | +159 | 53  |
| 3    | Racing 92             | 17 | 9  | 1 | 7  | 5  | 3  | 451 | 326 | +125 | 46  |
| 4    | RC Toulon             | 17 | 9  | 2 | 6  | 3  | 2  | 396 | 334 | +62  | 45  |
| 5    | Stade rochelais       | 17 | 9  | 0 | 8  | 3  | 3  | 370 | 377 | -7   | 42  |
| 6    | ASM Clermont          | 17 | 10 | 0 | 7  | 1  | 0  | 423 | 415 | +8   | 41  |
| 7    | Stade toulousain T    | 17 | 8  | 1 | 8  | 4  | 2  | 368 | 331 | +37  | 40  |
| 8    | Montpellier HR        | 17 | 6  | 3 | 8  | 2  | 5  | 404 | 390 | +14  | 37  |
| 9    | Aviron bayonnais P    | 17 | 7  | 1 | 9  | 0  | 3  | 327 | 409 | -82  | 33  |
| 10   | Castres olympique     | 17 | 7  | 0 | 10 | 3  | 2  | 392 | 460 | -68  | 33  |
| 11   | CA Brive P            | 17 | 7  | 1 | 9  | 1  | 2  | 364 | 439 | -75  | 33  |
| 12   | Section paloise       | 17 | 6  | 0 | 11 | 0  | 4  | 334 | 414 | -80  | 28  |
| 13   | SU Agen               | 17 | 5  | 1 | 11 | 0  | 4  | 323 | 414 | -91  | 26  |
| 14   | Stade français Paris  | 17 | 5  | 1 | 11 | 0  | 3  | 328 | 488 | -160 | 25  |

|  | Qualification pour la Coupe d'Europe 2020-2021.     |
|  | Qualification pour la Challenge européen 2020-2021. |
|  | T : tenant du titre 2019 • P : promu 2019           |

Attribution des points : victoire sur tapis vert : 5, victoire : 4, match nul : 2, défaite : 0, forfait : -2 ; plus les bonus (offensif : 3 essais de plus que l'adversaire ; défensif : défaite par cinq points d'écart ou moins).

#### Évolution du classement
Le graphique qui aurait dû être présenté ici ne peut pas être affiché car il utilise l'ancienne extension Graph, désactivée pour des questions de sécurité. Des indications pour créer un nouveau graphique avec la nouvelle extension Chart sont disponibles ici.

### Coupe d'Europe

#### Classement de la poule 4
| Rang | Équipe    | J | V | N | D | Em | Ee | Bo | Bd | Pm  | Pe  | Diff | Pts |
| ---- | --------- | - | - | - | - | -- | -- | -- | -- | --- | --- | ---- | --- |
| 1    | Racing 92 | 6 | 4 | 1 | 1 | 26 | 15 | 4  | 1  | 194 | 126 | +68  | 23  |
| 2    | Saracens  | 6 | 4 | 0 | 2 | 13 | 10 | 1  | 1  | 121 | 88  | +33  | 18  |
| 3    | Munster   | 6 | 3 | 1 | 2 | 13 | 10 | 2  | 0  | 124 | 97  | +27  | 16  |
| 4    | Ospreys   | 6 | 0 | 0 | 6 | 11 | 28 | 1  | 1  | 83  | 211 | -128 | 2   |

|  | Qualifié pour les quarts de finale.     |
|  | Qualifié en tant que meilleur deuxième. |

Attribution des points : victoire sur tapis vert : 5 points, victoire : 4, match nul : 2, forfait : -2 ; bonus : 1 (offensif : au moins quatre essais marqués et/ou défensif : défaite par sept points d'écart ou moins).

## Matches en phases finales

### En Coupe d'Europe
Qualifiés pour les phases finales de Coupe d'Europe de par leur première place dans la poule 4, le Racing 92 affronte les clermontois le 19 septembre 2020 en raison de la pandémie de COVID-19.
Quart de finale :
Les Ciels-et-Blancs parviennent à se défaire des jaunards en restant pragmatiques et en allant chercher les trois points dans quasiment chacune de leurs actions. Ils s'imposent donc au Michelin et recevront les Saracens en demie, dans leur antre de Paris La Défense Arena.
| 19 septembre 2020 18 h 30 | ASM Clermont | 27 - 36 (8 - 24) | Racing 92 | Stade Marcel-Michelin, Clermont-Ferrand 5 000 spectateurs Arbitre : Romain Poite |
| 19 septembre 2020 18 h 30 | Essai(s) : 4 Falgoux (21e), Fofana (59e), Matsushima (69e), Penaud (76e) Transformation(s) : 2 Lopez (60e,76e) Pénalité(s) : 1 Lopez (30e) Carton(s) jaune(s) : 2 Falgoux (27e), Slimani (62e) | Rapport          | Essai(s) : 2 Dupichot (2e), Trinh-Duc (38e) Transformation(s) : 1 Iribaren (39e) Pénalité(s) : 8 Iribaren (7e, 11e, 28e, 34e, 53e, 57e), Machenaud (63e, 73e), Carton(s) jaune(s) : 2 Bird (21e), Oz (65e) | Stade Marcel-Michelin, Clermont-Ferrand 5 000 spectateurs Arbitre : Romain Poite |
| 19 septembre 2020 18 h 30 | | Rapport          | | Stade Marcel-Michelin, Clermont-Ferrand 5 000 spectateurs Arbitre : Romain Poite |

Demi-finale :

Dans un match serré où tous les points sont alors inscrit par des pénalités, le Racing réussi à l'emporter face aux Anglais grâce à un essai de Imhoff, à la suite d'un jeu au pied de Russell pour Vakatawa, qui redouble avec l'ouvreur écossais qui envoie l'ailier argentin en terre promise. Les Saracens, qui vont être relégués administrativement, perdent alors leur dernier espoir de se qualifier pour la saison suivante, ce que leur aurait permis une victoire en finale. Le Racing se qualifie pour sa troisième finale européenne en cinq ans, cette fois-ci face aux Chiefs d'Exeter, à Bristol.
| 26 septembre 2020 14 h | Racing 92 | 19 - 15 (9 - 6) | Saracens                                    | Paris La Défense Arena, Nanterre 1 000 spectateurs Arbitre : Nigel Owens |
| 26 septembre 2020 14 h | Essai(s) : 1 Imhoff (77e) Transformation(s) : 1 Machenaud (78e) Pénalité(s) : 2 Iribaren (12e,33e,40e+3) Machenaud (69e) | Rapport         | Pénalité(s) : 1 Goode (25e,31e,44e,49e,54e) | Paris La Défense Arena, Nanterre 1 000 spectateurs Arbitre : Nigel Owens |
| 26 septembre 2020 14 h | | Rapport         |                                             | Paris La Défense Arena, Nanterre 1 000 spectateurs Arbitre : Nigel Owens |

Finale :
Dans un match serré, généreux en essais, les racingmen commettent des fautes permettant notamment aux Chiefs d'inscrire deux essais, puis en ne transformant pas deux de leurs essais, ils laissent leurs adversaires prendre le score, ceux-ci concluent le match par une pénalité sur la sirène. Le Racing connaît donc une troisième désillusion européenne en autant de finale, après 2016 et 2018.
| 17 octobre 2020 17 h 45 | Exeter Chiefs | 31 - 27 (21 - 12) | Racing 92 | Ashton Gate Stadium, Bristol 0 spectateurs Arbitre : Nigel Owens |
| 17 octobre 2020 17 h 45 | Essai(s) : 4 Cowan-Dickie (8e), Simmonds (16e), Williams (40e), Slade (45e) Transformation(s) : 4 Simmonds (9e,17e,40e+1,46e) Pénalité(s) : 1 Simmonds (80e) Carton(s) jaune(s) : 1 Francis (71e) | Rapport           | Essai(s) : 4 Zebo (20e,43e), Imhoff (32e), Chat (50e) Transformation(s) : 2 IRussell (32e), Machenaud (51e) Pénalité(s) : 1 Machenaud (65e) | Ashton Gate Stadium, Bristol 0 spectateurs Arbitre : Nigel Owens |
| 17 octobre 2020 17 h 45 | | Rapport           | | Ashton Gate Stadium, Bristol 0 spectateurs Arbitre : Nigel Owens |

## Joueurs et encadrement technique

### Entraîneurs
- Laurent Travers (Directeur général du rugby)
- Patricio Noriega (Entraîneur des avants)
- Mike Prendergast (Entraîneur des trois quarts, responsable de l'attaque)
- Philippe Doussy (Responsable jeu au pied et skills)
- Chris Masoe (Responsable de la défense)

### Effectif professionnel
Le tableau suivant récapitule l'effectif professionnel du Racing 92 pour la saison 2019/2020. Le nombre de sélections et de points marqués est à jour au 21/10/2019.
| Nom                   | Poste            | Naissance         | Nationalité sportive | Sélections (pts marqués) | Dernier club             | Arrivée au club (année) | JIFF |
| --------------------- | ---------------- | ----------------- | -------------------- | ------------------------ | ------------------------ | ----------------------- | ---- |
| Eddy Ben Arous        | Pilier           | 25 août 1990      | France               | 19 (0)                   | US Tours                 | 2008                    | oui  |
| Georges-Henri Colombe | Pilier           | 9 avril 1998      | France               |                          | USO Nevers               | 2018                    | oui  |
| Guram Gogichashvili   | Pilier           | 4 septembre 1998  | Géorgie              | 11 (5)                   | RC Locomotive            | 2018                    | non  |
| Cedate Gomes Sa       | Pilier           | 7 août 1993       | France               | 9 (5)                    | Saint-Nazaire            | 2011                    | oui  |
| Vasil Kakovin         | Pilier           | 1er décembre 1989 | Géorgie              | 25 (5)                   | Stade toulousain         | 2017                    | oui  |
| Hassane Kolingar      | Pilier           | 6 mars 1998       | France               |                          | Formé au club            | 2019                    | oui  |
| Ali Oz                | Pilier           | 28 mai 1995       | France               |                          | FC Grenoble              | 2019                    | oui  |
| Ben Tameifuna         | Pilier           | 30 août 1991      | Tonga                | 13 (5)                   | Waikato                  | 2015                    | non  |
| Teddy Baubigny        | Talonneur        | 2 septembre 1998  | France               |                          | Rugby club pays de Meaux | 2013                    | oui  |
| Camille Chat          | Talonneur        | 18 décembre 1995  | France               | 26 (10)                  | Formé au club            | 2013                    | oui  |
| Kevin Le Guen         | Talonneur        | 17 novembre 1990  | France               |                          | Soyaux Angoulême XV      | 2019                    | oui  |
| Dominic Bird          | 2e ligne         | 9 avril 1991      | Nouvelle-Zélande     | 2 (0)                    | Chiefs                   | 2018                    | non  |
| Boris Palu            | 2e ligne         | 4 février 1996    | France               |                          | Formé au club            | 2015                    |      |
| Donnacha Ryan         | 2e ligne         | 11 décembre 1983  | Irlande              | 47 (0)                   | Munster                  | 2017                    | non  |
| Baptiste Chouzenoux   | 3e ligne aile    | 7 août 1993       | France               |                          | Aviron bayonnais         | 2017                    | oui  |
| Ibrahim Diallo        | 3e ligne aile    | 26 janvier 1998   | France               |                          | Formé au club            | 2018                    | oui  |
| Wenceslas Lauret      | 3e ligne aile    | 28 mars 1989      | France               | 27 (0)                   | Biarritz olympique       | 2013                    | oui  |
| Bernard Le Roux       | 3e ligne aile    | 4 juin 1989       | France               | 38 (0)                   | Boland Cavaliers         | 2009                    | oui  |
| Fabien Sanconnie      | 3e ligne aile    | 21 février 1995   | France               | 4 (0)                    | CA Brive                 | 2018                    | oui  |
| Antonie Claassen      | 3e ligne centre  | 20 septembre 1984 | France               | 6 (0)                    | Castres olympique        | 2014                    | non  |
| Jordan Joseph         | 3e ligne centre  | 31 juillet 2000   | France               |                          | RC Massy                 | 2018                    | oui  |
| Yoan Tanga Mangene    | 3e ligne centre  | 29 novembre 1996  | France               |                          | SU Agen                  | 2019                    | oui  |
| Sam Hidalgo-Clyne     | Demi de mêlée    | 4 août 1993       | Écosse               | 12 (7)                   | Llanelli Scarlets        | 2019                    | non  |
| Teddy Iribaren        | Demi de mêlée    | 25 septembre 1990 | France               |                          | CA Brive                 | 2017                    | oui  |
| Maxime Machenaud      | Demi de mêlée    | 30 décembre 1988  | France               | 38 (149)                 | SU Agen                  | 2012                    | oui  |
| Joaquín Díaz Bonilla  | Demi d'ouverture | 12 avril 1989     | Argentine            | 4 (7)                    | Jaguares                 | 2019                    | non  |
| Antoine Gibert        | Demi d'ouverture | 31 décembre 1997  | France               |                          | Formé au club            | 2019                    | oui  |
| Finn Russell          | Demi d'ouverture | 23 septembre 1992 | Écosse               | 49 (144)                 | Glasgow Warriors         | 2018                    | non  |
| François Trinh-Duc    | Demi d'ouverture | 11 novembre 1986  | France               | 66 (93)                  | RC Toulon                | 2019                    | oui  |
| Ben Volavola          | Demi d'ouverture | 13 janvier 1991   | Fidji                | 35 (219)                 | Union Bordeaux Bègles    | 2018                    | non  |
| Henry Chavancy (cap.) | Centre           | 22 mai 1988       | France               | 4 (5)                    | Formé au club            | 2007                    | oui  |
| Olivier Klemenczak    | Centre           | 1er juin 1996     | France               |                          | US Dax                   | 2018                    | oui  |
| Léonard Paris         | Centre           | 20 mars 1996      | France               |                          | Formé au club            | 2018                    | oui  |
| Anatole Pauvert       | Centre           | 23 mai 1997       | France               |                          | Saint-Nazaire ovalie     | 2018                    | oui  |
| Virimi Vakatawa       | Centre           | 1er mai 1992      | France               | 22 (40)                  | Formé au club            | 2017                    | oui  |
| Juan Imhoff           | Ailier           | 11 mai 1988       | Argentine            | 35 (105)                 | Duendes RC               | 2011                    | non  |
| Dorian Laborde        | Ailier           | 30 décembre 1996  | France               |                          | Stade montois            | 2019                    | oui  |
| Baptiste Lafond       | Ailier           | 23 mai 1998       | France               |                          | Stade français           | 2019                    | oui  |
| Teddy Thomas          | Ailier           | 18 septembre 1993 | France               | 17 (50)                  | Biarritz olympique       | 2014                    | oui  |
| Simon Zebo            | Ailier           | 16 mars 1990      | Irlande              | 35 (45)                  | Munster                  | 2018                    | non  |
| Brice Dulin           | Arrière          | 13 avril 1990     | France               | 29 (28)                  | Castres olympique        | 2014                    | oui  |
| Louis Dupichot        | Arrière          | 23 septembre 1995 | France               |                          | Section paloise          | 2017                    | oui  |

### Sélection internationale

#### Coupe du monde 2019
Pour la préparation à la Coupe du monde de rugby à XV 2019 au Japon, le staff de l'Équipe de France de rugby à XV fait appel à 31 joueurs pour une préparation de deux mois. Quatre joueurs du Racing 92 sont convoqués : Camille Chat, Wenceslas Lauret, Bernard Le Roux, Maxime Machenaud. Cette préparation débutant le 25 juin, ils ne participent pas à la préparation de leur club.
Le 20 août, Virimi Vakatawa est appelé par le sélectionneur Jacques Brunel pour pallier le forfait du rochelais Geoffroy Doumayrou. Les cinq racingmens sont définitivement confirmé le 2 septembre.
Le 29 septembre, un nouveau joueur du Racing 92 est appelé par le sélectionner pour pallier le forfait du briviste Demba Bamba. Le pilier Cedate Gomez Sa rejoint le XV de France au Japon, dont sa dernière apparition s'est déroulée le 17 novembre 2018 face à l'Argentine. Il n'est pas le 1er choix du sélectionneur qui a initialement fait appel à Uini Atonio, mais un bilan médicale a conclu à la non disponibilité du rochelais.
C'est finalement un total de douze joueurs du Racing 92 qui participent à l'épreuve. Au six sélectionnés français s'ajoute Leone Nakarawa et Ben Volavola pour les Fidji, Ben Tameifuna pour les Tonga, Finn Russell pour l'Écosse et Guram Gogichashvili pour la Géorgie.
Au terme de la phase de poule, seuls les joueurs français restent au Japon pour disputer les 1/4 de finales. Si les retours de Leone Nakarawa et Ben Volavola pour les Fidji, Ben Tameifuna pour les Tonga et Guram Gogichashvili pour la Géorgie étaient prévisibles à ce stade la compétition, celui de Finn Russell pour l'Écosse l'était moins. Dans un match particulier à la suite du passage du typhon Hagibis sur le Japon, les écossais subissent une défaite historique face au pays hôte. Terminant 3e de son groupe, l'Écosse ne rejoint pas les 1/4 de finales.
À la suite de la défaite de Équipe de France de rugby à XV en 1/4 de finale face au Pays de Galles, les cinq joueurs français terminent leurs coupes du monde et pourront rejoindre l’effectif du club. Si Camille Chat aura été le joueur ayant participé au plus grand nombre de rencontres (matchs de préparation inclus), ce sont principalement Bernard Le Roux et Virimi Vakatawa qui se seront démarqués, notamment le centre qui aura inscrit le 3e essai français de ce match. Maxime Machenaud n'a participé qu'à deux matchs et Cedate Gomez SA, arrivé durant la compétition, n'a pris part à aucun match.

#### Tournoi des Six Nations 2020
Dans un effectif remanié et rajeunit par Fabien Galthié, nouveau sélectionneur du XV de France, quatre joueurs du Racing 92 sont appelés pour participer au Tournoi des Six Nations 2020 : Camille Chat, Bernard Le Roux et Virimi Vakatawa restent dans le groupe du XV de France, que retrouve Teddy Thomas. Boris Palu est lui retenu pour la 1re fois.
En plus des internationaux français, Finn Russell rejoint l'équipe d'Écosse et Guram Gogichashvili celle de la Géorgie.
Pendant la préparation, Camille Chat déclare forfait pour une blessure au mollet. Il est remplacé au sein de groupe par Teddy Baubigny, son partenaire au talonnage du Racing 92. Finn Russell quitte lui aussi son effectif pour raison disciplinaire. Disponible pour son club, il disputera la rencontre de 14e journée du Top 14 face à Castres.
Lors du match d'ouverture face à l'Angleterre, Bernard Le Roux, Teddy Thomas et Virimi Vakatawa sont titulaires alors que Boris Palu honore sa 1re cap en entrant en jeu au cours du match.

#### Match internationaux
| Joueur              | Poste            | Pays    | Compétition                             | Sélections (points) |
| ------------------- | ---------------- | ------- | --------------------------------------- | ------------------- |
| Camille Chat        | Talonneur        | France  | Test match, Coupe du monde, Six Nations | 8 (5)               |
| Wenceslas Lauret    | 3e ligne aile    | France  | Test match, Coupe du monde              | 4 (5)               |
| Bernard Le Roux     | 3e ligne aile    | France  | Coupe du monde, Six Nations             | 7 (0)               |
| Virimi Vakatawa     | Centre           | France  | Test match, Coupe du monde, Six Nations | 6 (10)              |
| Maxime Machenaud    | Demi de mêlée    | France  | Coupe du monde                          | 2 (0)               |
| Teddy Thomas        | Ailier           | France  | Six Nations                             | 3 (5)               |
| Boris Palu          | 3e ligne aile    | France  | Six Nations                             | 1 (0)               |
| Leone Nakarawa      | 2e ligne         | Fidji   | Pacific Nations Cup, Coupe du monde     | 8 (5)               |
| Ben Volavola        | Demi d'ouverture | Fidji   | Pacific Nations Cup, Coupe du monde     | 8 (34)              |
| Ben Tameifuna       | Pilier           | Tonga   | Pacific Nations Cup, Coupe du monde     | 6 (5)               |
| Finn Russell        | Demi d'ouverture | Écosse  | Test match, Coupe du monde              | 7 (9)               |
| Guram Gogichashvili | Pilier           | Géorgie | Test match, Coupe du monde              | 8 (0)               |

## Statistiques

### Championnat de France

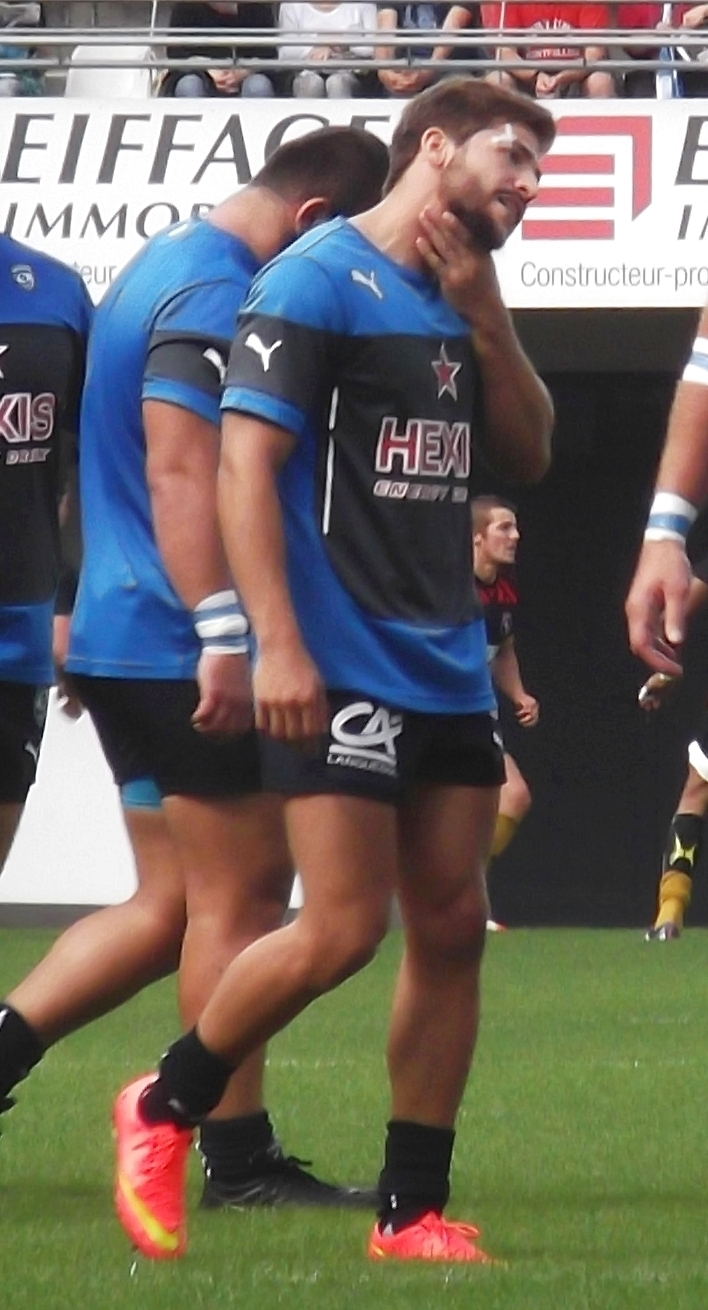
Teddy Iribaren, meilleur marqueur du Racing 92 de la saison 2019-2020 en Top 14 et en Coupe d'Europe.

#### Meilleurs réalisateurs
| Rang | Joueur             | Poste           | Points | Essais | Transf. | Pén. | Drops |
| ---- | ------------------ | --------------- | ------ | ------ | ------- | ---- | ----- |
| 1    | Teddy Iribaren     | Demi de mêlée   | 126    | 1      | 23      | 25   | 0     |
| 2    | Maxime Machenaud   | Demi de mêlée   | 53     | 1      | 9       | 10   | 0     |
| 3    | Juan Imhoff        | Ailier          | 30     | 6      | 0       | 0    | 0     |
| -    | Teddy Thomas       | Ailier          | 30     | 6      | 0       | 0    | 0     |
| 5    | Louis Dupichot     | Arrière         | 20     | 4      | 0       | 0    | 0     |
| -    | Brice Dulin        | Arrière         | 20     | 4      | 0       | 0    | 0     |
| -    | Yoan Tanga Mangene | 3e ligne centre | 20     | 4      | 0       | 0    | 0     |

#### Meilleurs marqueurs
| Rang | Joueur             | Poste            | Essais |
| ---- | ------------------ | ---------------- | ------ |
| 1    | Teddy Thomas       | Ailier           | 6      |
| -    | Juan Imhoff        | Ailier           | 6      |
| 3    | Louis Dupichot     | Ailier           | 4      |
| -    | Fabien Sanconnie   | 3e ligne aile    | 4      |
| -    | Yoan Tanga Mangene | 3e ligne centre  | 4      |
| 6    | Virimi Vakatawa    | Centre           | 3      |
| 7    | Finn Russell       | Demi d'ouverture | 2      |

### Coupe d'Europe

#### Meilleurs réalisateurs
| Rang | Joueur           | Poste         | Points | Essais | Transf. | Pén. | Drops |
| ---- | ---------------- | ------------- | ------ | ------ | ------- | ---- | ----- |
| 1    | Teddy Iribaren   | Demi de mêlée | 57     | 0      | 6       | 15   | 0     |
| 2    | Maxime Machenaud | Ailier        | 48     | 0      | 15      | 6    | 0     |
| 3    | Teddy Thomas     | Demi de mêlée | 30     | 6      | 0       | 0    | 0     |
| -    | Juan Imhoff      | Ailier        | 30     | 6      | 0       | 0    | 0     |
| 5    | Virimi Vakatawa  | Centre        | 20     | 4      | 0       | 0    | 0     |

#### Meilleurs marqueurs
| Rang | Joueur             | Poste            | Essais |
| ---- | ------------------ | ---------------- | ------ |
| 1    | Teddy Thomas       | Ailier           | 6      |
| -    | Juan Imhoff        | Ailier           | 6      |
| 3    | Virimi Vakatawa    | Centre           | 4      |
| 4    | Finn Russell       | Demi d'ouverture | 2      |
| -    | Yoan Tanga Mangene | 3e ligne centre  | 2      |
| -    | Louis Dupichot     | Arrière          | 2      |

## Aspects juridiques et économiques

### Budget
Le budget prévisionnel du Racing 92 pour la saison 2019-2020 est fixé à 28,9 M€, en augmentation de 4,8 M€ par rapport à la saison précédente. Le club possède le 8e budget de Top 14, juste derrière le Stade rochelais.

#### Salary cap
Le 29 juillet, la nouvelle section Salary Cap de la Ligue nationale de rugby inflige une sanction financière de 50 000 € assorties du sursis au Racing 92 pour « manquements à la communication des pièces ». Dans cette même décision, le club du RC Toulon est lui-même touché d'une sanction de 80 000 € dont 40 000 € assorties du sursis.

### Nouveaux partenariats
En début de saison, la direction du club indique la signature d'un nouveau contrat de sponsoring majeur avec Andros, société française agroalimentaire spécialisée dans les produits fruitiers. Ce sponsoring pour trois années permet à la société de s'assurer une visibilité sur le short des joueurs en Top 14 et en Coupe d'Europe.
Partenaire majeur du club depuis 2015, Foncia annonce « une campagne afin de rapprocher les fans de rugby, pour vivre les matchs ». L'objectif de cette campagne est « d’inviter les fans de rugby à se rendre à Paris La Défense Arena, pour vivre une expérience exceptionnelle proposée par les équipes du Racing 92, qu’à suivre les matchs depuis leur salon, en vivant aussi une expérience forte entourés de leurs familles, amis ou voisins ».

### Tenus officielles
Les tenus officielles de la saison sont conçues par Le Coq Sportif qui a proposé l'ajout du slogan du club « Racing a du cœur. Du cœur et de l’honneur. Racing a du cœur. Un cœur de vainqueur » à l'intérieur du col en imprimé bleu-blanc-rouge. Le maillot conserve les traditionnelles rayures horizontales au couleur du club : ciel et blanc.
Le maillot extérieur est de couleur uni gris chiné clair. Le maillot third est noir.